# 迪米特里·彼得斯
迪米特里·彼得斯（德語：Dimitri Peters，1984年5月4日—），德国男子柔道运动员。他曾代表德国参加2012年夏季奥林匹克运动会柔道比赛，获得男子100公斤级铜牌。